# Ле-Монтей (Канталь)
Ле-Монте́й (фр. и окс. Le Monteil) — коммуна во Франции, находится в регионе Овернь. Департамент — Канталь. Входит в состав кантона Сень. Округ коммуны — Морьяк.
Код INSEE коммуны — 15131.
Коммуна расположена приблизительно в 400 км к югу от Парижа, в 75 км юго-западнее Клермон-Феррана, в 45 км к северу от Орийака.

## Население
Население коммуны на 2008 год составляло 261 человек.
| 1962 | 1968 | 1975 | 1982 | 1990 | 1999 | 2008 |
| ---- | ---- | ---- | ---- | ---- | ---- | ---- |
| 472  | 539  | 421  | 378  | 301  | 274  | 261  |

## Администрация
| Период | Период | Фамилия        | Партия | Примечания |
| ------ | ------ | -------------- | ------ | ---------- |
| 2001   | 2008   | Мишель Робийон |        |            |
| 2008   |        | Жак Ронжье     |        |            |

## Экономика
Местная экономика базируется в основном на сельском хозяйстве и туризме.
В 2007 году среди 156 человек в трудоспособном возрасте (15—64 лет) 114 были экономически активными, 42 — неактивными (показатель активности — 73,1 %, в 1999 году было 64,2 %). Из 114 активных работали 103 человека (58 мужчин и 45 женщин), безработных было 11 (5 мужчин и 6 женщин). Среди 42 неактивных 5 человек были учениками или студентами, 22 — пенсионерами, 15 были неактивными по другим причинам.

## Достопримечательности
- Церковь Сен-Виктор-э-Сен-Маделен (XII век). Памятник истории с 1963 года[3]

## Фотогалерея

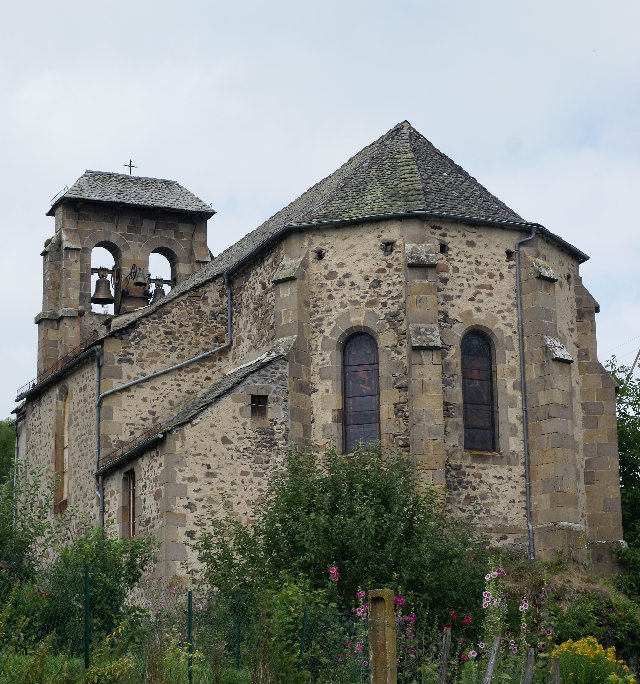
Церковь Св. Иоанна Крестителя
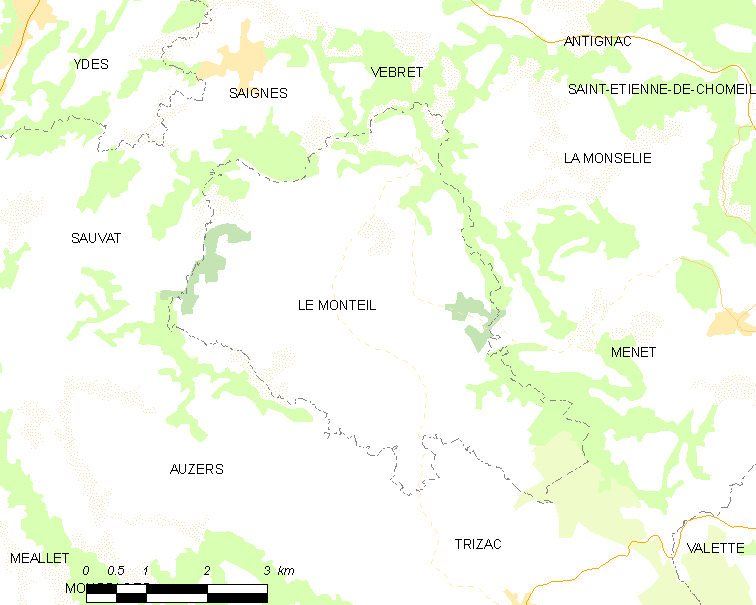
Карта коммуны